# Kilmore Quay
Kilmore Quay (irisch Cé na Cille Móire, deutsch: „Kai der großen Kirche“) ist eine Ortschaft im County Wexford im Südosten der Republik Irland.
Die Einwohnerzahl von Kilmore Quay wurde bei der Volkszählung 2022 mit 447 Personen ermittelt.

## Lage
Das Fischerdorf Kilmore Quay liegt am Atlantik im Süden des County Wexford. Die R739 führt von hier nach Wexford. Die Marina von Kilmore Quay wird von Seglern aus Großbritannien oder Frankreich angesteuert. Von Kilmore Quay nach Cullenstown erstreckt sich die Ballyteigue Bay mit seinem Vogelschutzgebiet Ballyteigue Burrow.

## Geschichte
Der sog. Norman Way führt im County Wexford an der Südküste Irlands auch an Kilmore Quay entlang. Schon früh wurde von hier aus zu den Saltee-Inseln gesegelt. Nördlich von Kilmore Quay liegt Ballyteigue Castle, ein Tower House aus dem 15. Jahrhundert.
1875 wurde die katholische St. Peter’s Church errichtet.

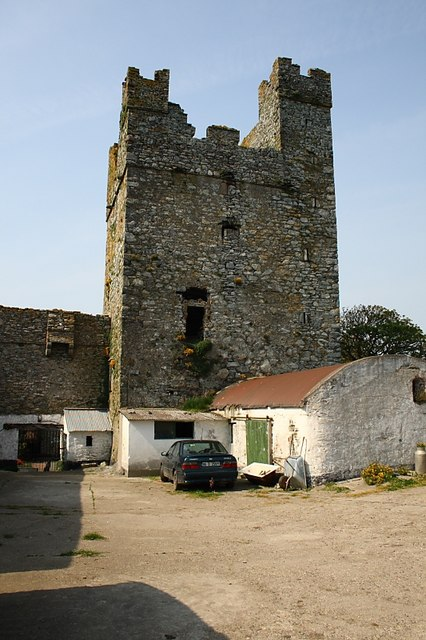
Ballyteigue Castle
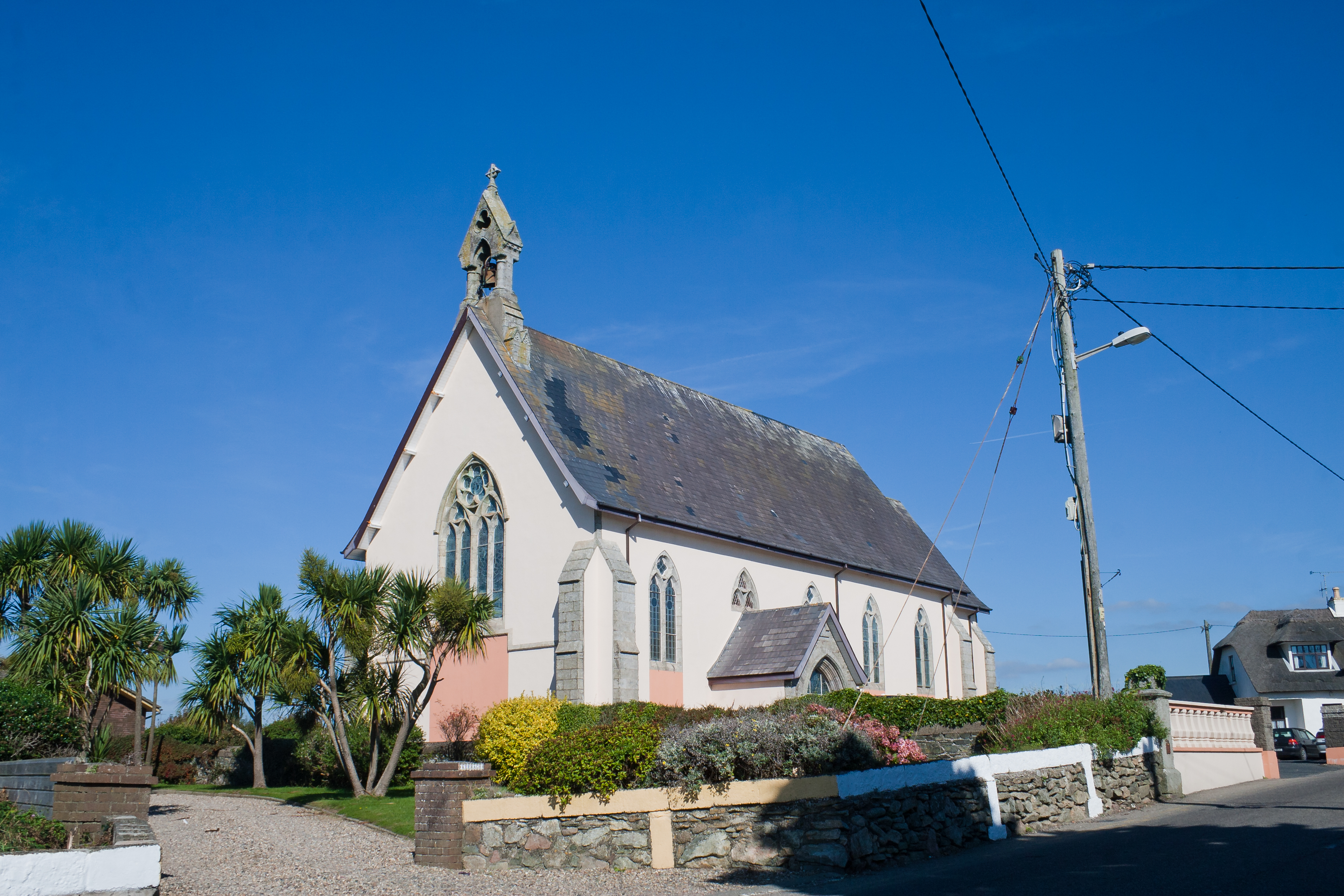
St. Peter’s Church
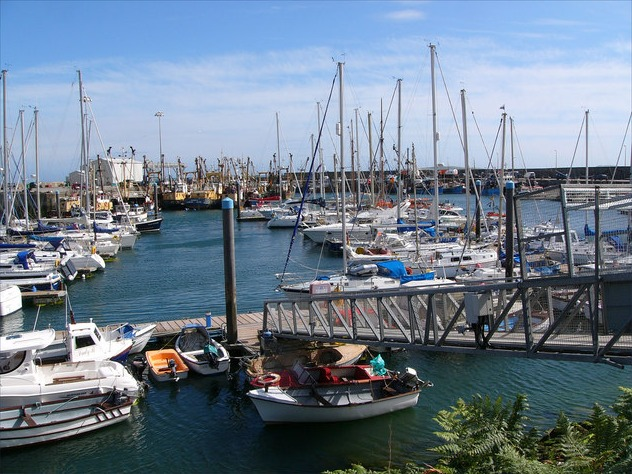
Marina von Kilmore Quay